# 경기도포천교육지원청
경기도포천교육지원청(京畿道抱川敎育支援廳, Pocheon Office of Education)은 경기도 포천시를 관할하는 경기도교육청 산하의 교육지원청이다.
교육장은 장학관으로 보한다.

## 산하기관

### 초등학교
| - 가산초등학교 - 관인초등학교 - 금주초등학교 - 내촌초등학교 - 도평초등학교 - 선단초등학교 - 송우초등학교 - 신봉초등학교 | - 신북초등학교 - 영북초등학교 - 영중초등학교 - 영평초등학교 - 왕방초등학교 - 외북초등학교 - 운담초등학교 - 유암초등학교 | - 이곡초등학교 - 이동초등학교 - 일동초등학교 - 정교초등학교 - 중리초등학교 - 지현초등학교 - 창수초등학교 - 청성초등학교 | - 추산초등학교 - 축석초등학교 - 태봉초등학교 - 포천노곡초등학교 - 포천삼정초등학교 - 포천초등학교 - 화현초등학교 |

### 중학교
| - 갈월중학교 - 경북중학교 - 관인중학교 - 내촌중학교 | - 대경중학교 - 동남중학교 - 삼성중학교 - 송우중학교 | - 영북중학교 - 영중중학교 - 이동중학교 - 일동중학교 | - 포천여자중학교 - 포천중학교 |

## 같이 보기
- 대한민국 교육부